# Fusarium oxysporum f.sp. spinacia
Fusarium oxysporum f.sp. spinacia là một loài nấm gây bệnh cho cây.

## Hình ảnh

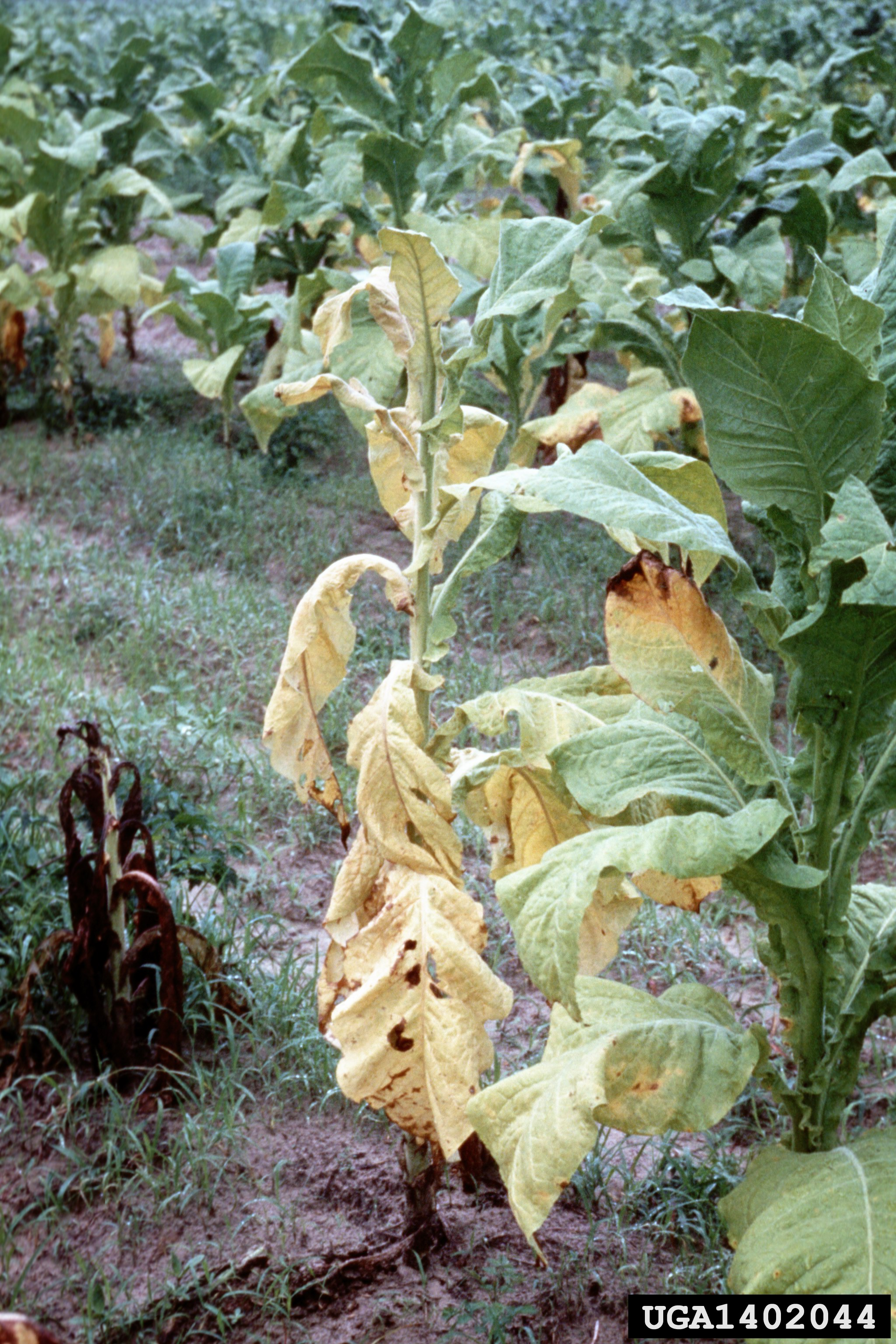
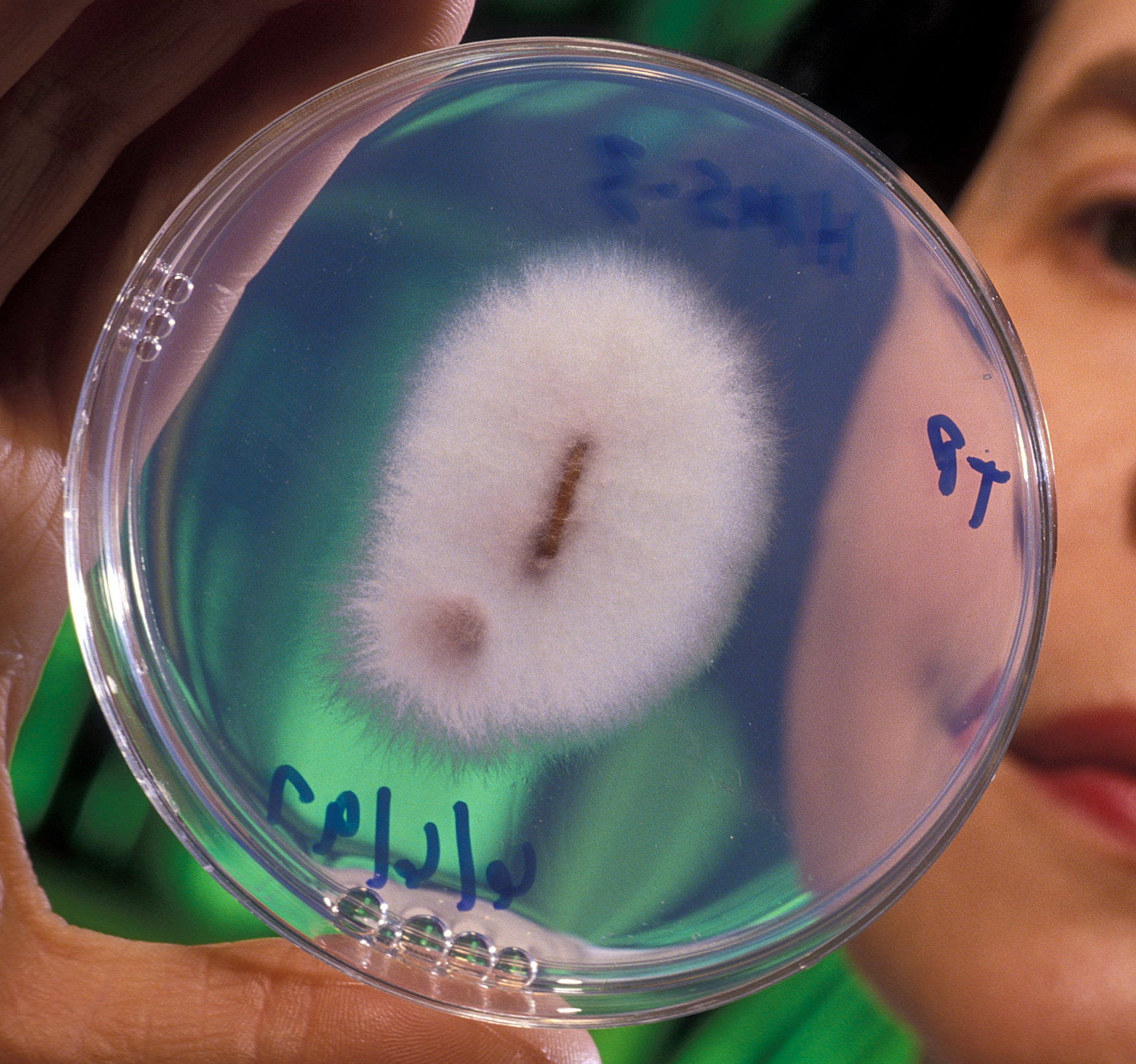
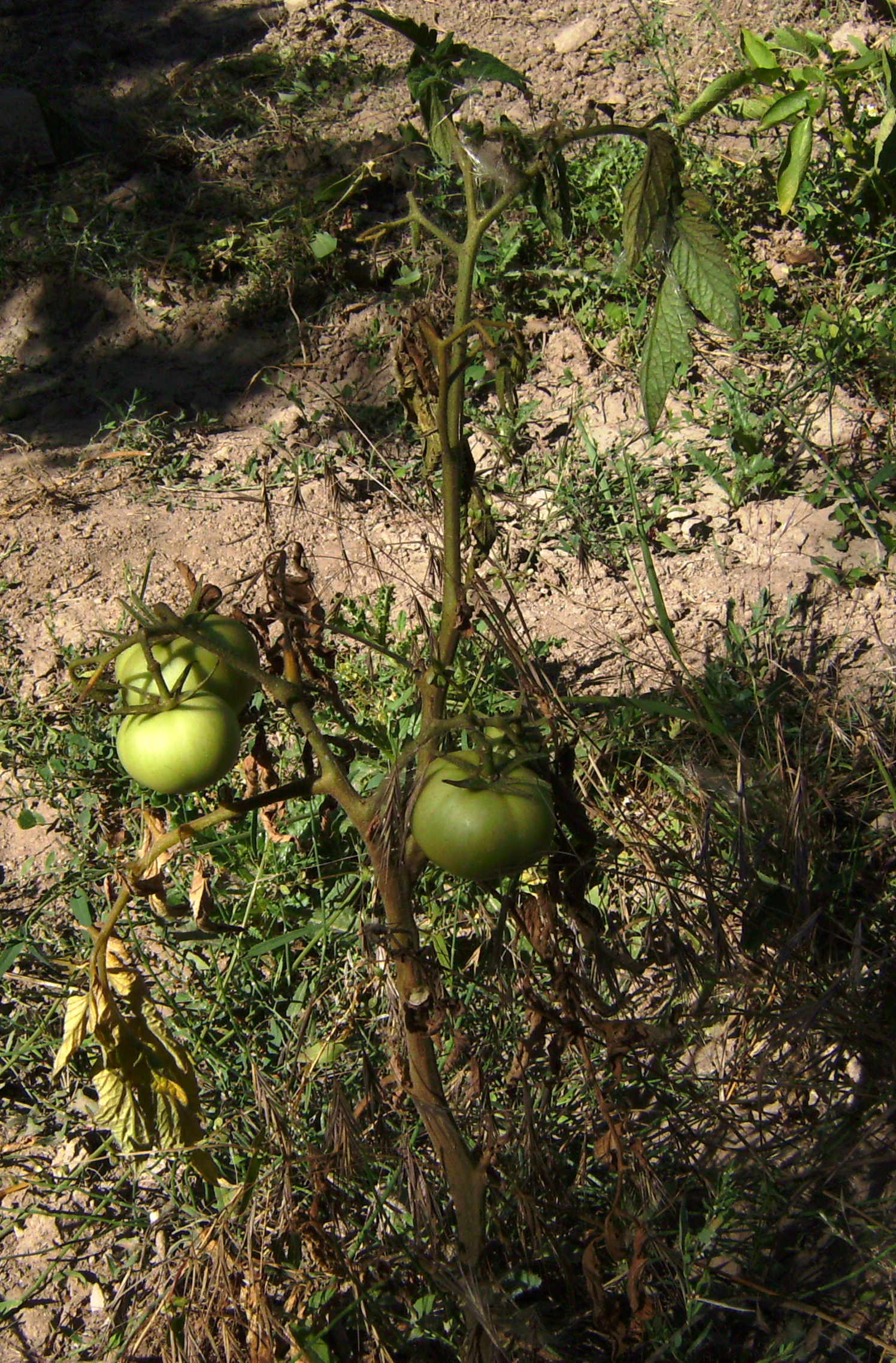